# Bruc-sur-Aff
Bruc-sur-Aff (en gal·ló Bruc) és un municipi francès, situat a la regió de Bretanya, al departament d'Ille i Vilaine. L'any 2006 tenia 827 habitants. Limita al nord-oest amb Quelneuc, al nord-est amb Saint-Séglin, a l'oest amb Sixt-sur-Aff, a l'est amb Pipriac i al sud amb Saint-Just.

## Demografia
| 1962                                       | 1968 | 1975 | 1982 | 1990 | 1999 |
| ------------------------------------------ | ---- | ---- | ---- | ---- | ---- |
| 779                                        | 822  | 805  | 792  | 778  | 775  |
| Des de 1962: població sense dobles comptes |      |      |      |      |      |

## Administració
| Període | Identitat     | Partit        |
| ------- | ------------- | ------------- |
| 1989-   | Hélène Danion | Divers droite |

## Galeria d'imatges

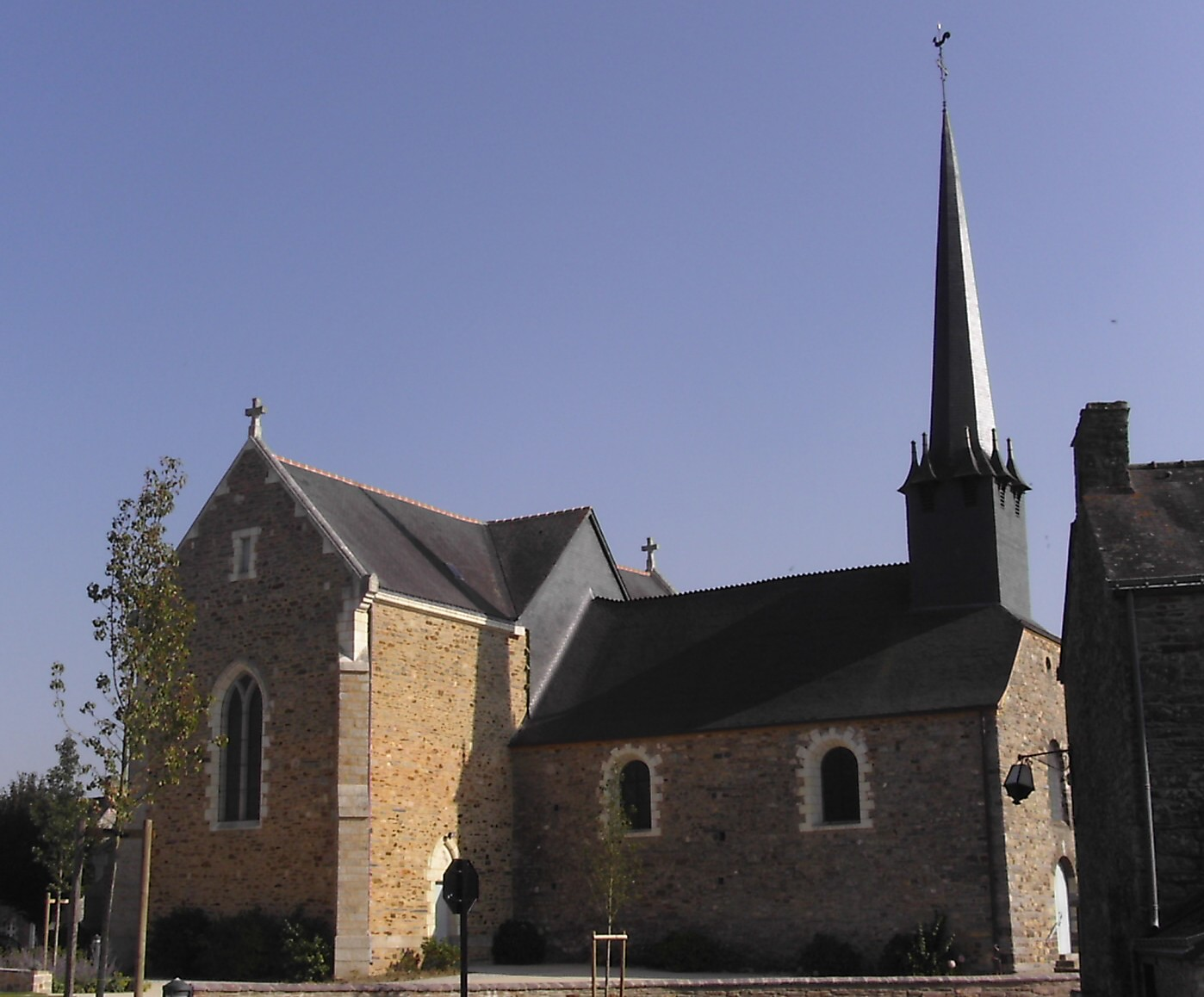
Església de Bruc-sur-Aff
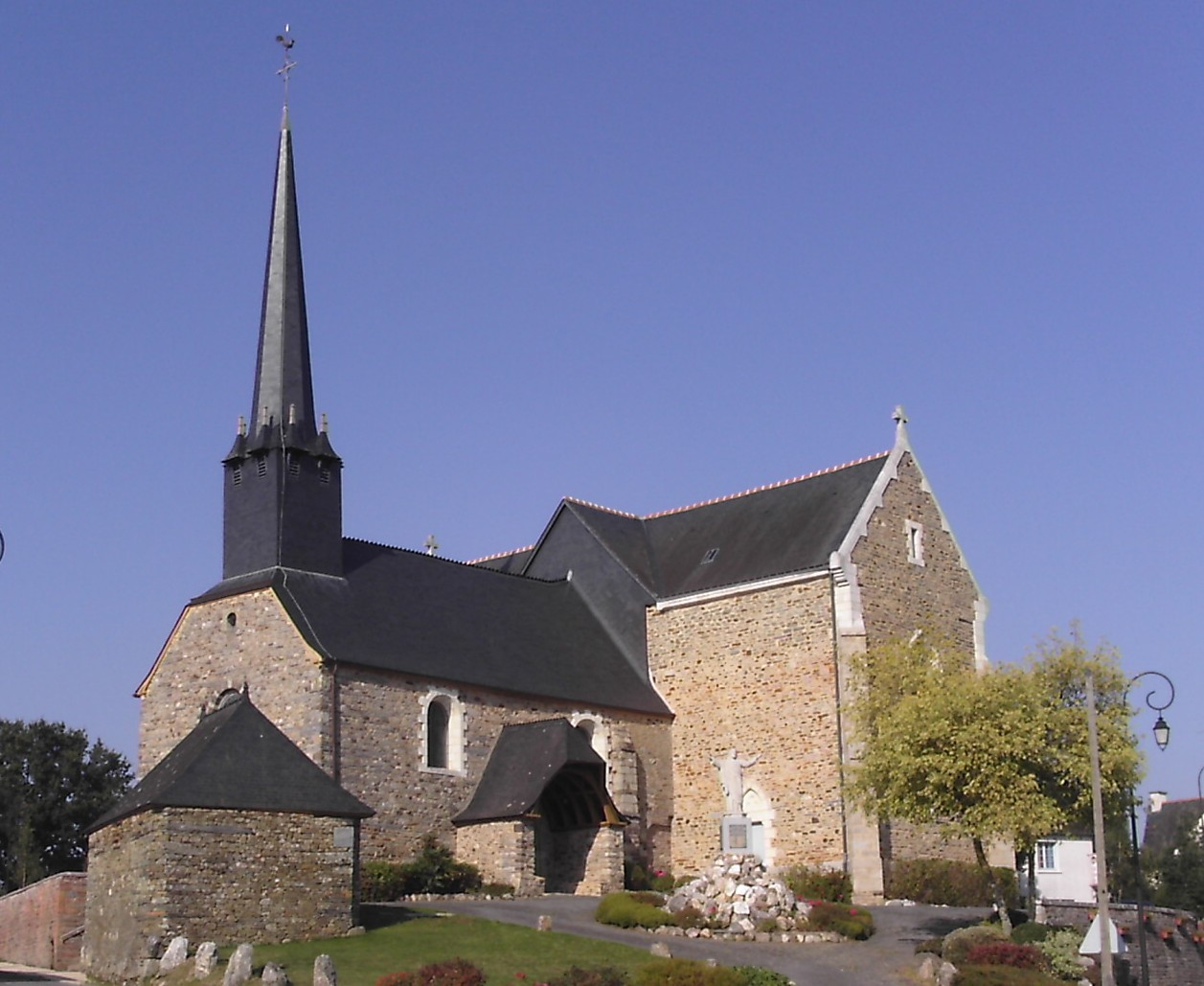
Església de Bruc-sur-Aff
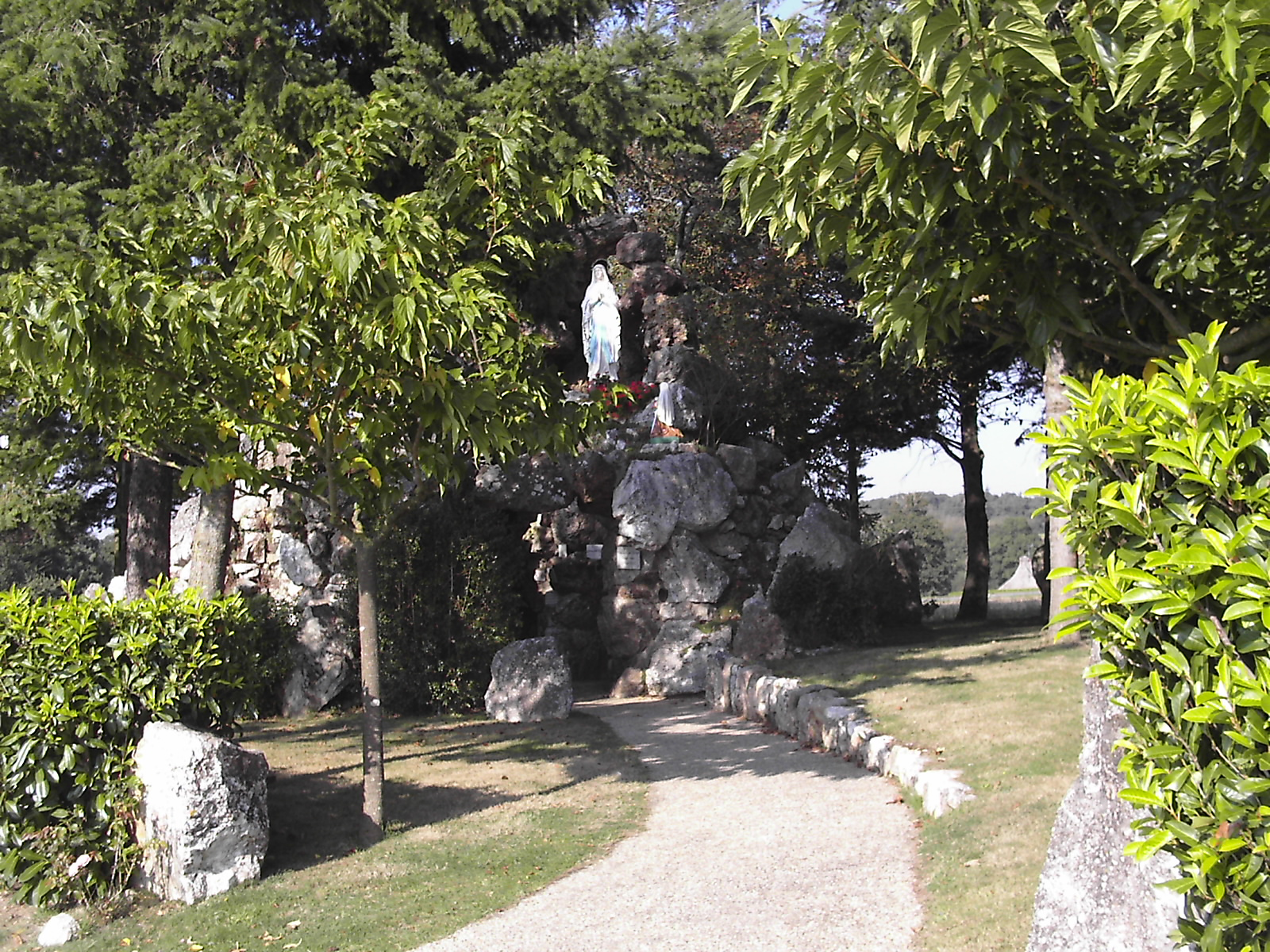
Gruta de Fréval